# Letheobia gracilis
Letheobia gracilis är en ormart som beskrevs av Sternfeld 1910. Letheobia gracilis ingår i släktet Letheobia och familjen maskormar. Inga underarter finns listade i Catalogue of Life.
Arten förekommer i Kongo-Kinshasa, Tanzania och Zambia. Utbredningsområdet ligger 700 till 1400 meter över havet. Honor lägger ägg.